# Aloe platyphylla
Aloe platyphylla é uma espécie de liliopsida do gênero Aloe, pertencente à família Asphodelaceae.